# Rajnandgaon
Rajnandgaon är en stad i den indiska delstaten Chhattisgarh och är centralort i ett distrikt med samma namn. Folkmängden uppgick till 163 114 invånare vid folkräkningen 2011.